# Джордж Алан Томас
Джордж Алан Томас (англ. George Alan Thomas; 14 червня 1881, Стамбул — 23 липня 1972, Лондон) — англійський шахіст; міжнародний майстер (1950), міжнародний арбітр (1952).
У шахи його навчила грати мати, переможниця першого в історії жіночого шахового турніру (Гастінгс, 1895). В 1920 — 1940-х роках один з лідерів англійських шахів; учасник понад 80 національних і міжнародних змагань. Чемпіон країни (1923 та 1934).
Найкращі результати в міжнародних турнірах: Спа (1926) — 1-2-е; Танбрідж-Велс (1927) — 1-2-е; Будапешт (1929) — 4-5-е; Ніцца (1930) — 2-е; Шопрон (1934) — 2-3-е; Гастінгс (1934/1935) — 1-3-е (з С. Флором і М. Ейве, попереду X. Р. Капабланки і М. Ботвинника; найкращий результат у шаховій кар'єрі Томаса); Плімут (1938) — 1-2-е місця. У складі команди Англії учасник 7 олімпіад (1927 — 1939); найкращий результат — 1927 року — 1-е місце на 3-й дошці. В 1947 учасник матчу СРСР — Велика Британія.
Різносторонній спортсмен; багаторазовий чемпіон Англії з бадмінтону (з 1948 під егідою Міжнародної федерації бадмінтону проводиться Кубок Томаса), в 1920-х роках учасник Вімблдонського турніру з тенісу.